# Serrat de Fontfreda
El Serrat de Fontfreda és un serrat termenal dels municipis de Castell de Mur, del Pallars Jussà, dins de l'antic terme de Guàrdia de Tremp, i Àger, de la Noguera, situada a l'extrem sud del terme pallarès.
És una serra que forma una part de la carena principal del Montsec d'Ares, entre el Pas de l'Osca, a ponent, i el Pas de la Roca Llisa, a llevant. Aquest serrat inclou, a més, de ponent a llevant, el Tossal de la Cova dels Pobres, lo Pas Gran, el Pas d'Emílio i el Pas dels Volters. Als peus del serrat, pel costat septentrional, s'estén el Bosc de Guàrdia i hi davalla, cap al nord-nord-est, la Serra de la Mata Negra. Aproximadament al nord del Pas d'Emílio es troba el Picó de Coscolla.
Pel costat meridional es troba el poble de l'Ametlla de Montsec, amb l'antic castell d'Escumó en la zona més propera a aquest serrat.